# Anaplectoides perviridis
Anaplectoides perviridis là một loài bướm đêm trong họ Noctuidae.